# Pueblo Nuevo, Nicolás Romero
Pueblo Nuevo är en ort i Mexiko, tillhörande kommunen Nicolás Romero i delstaten Mexiko. Pueblo Nuevo ligger i den centrala delen av landet och tillhör Mexico Citys storstadsområde. Orten hade 381 invånare vid folkmätningen 2010.